# 無量院 (我孫子市)
無量院（むりょういん）は、千葉県我孫子市にある真言宗豊山派の寺院。

## 歴史
創建年代は不明である。ただ境内に「正和元年（1312年）」の銘が入った板碑が存在すること、室町時代の作と伝えられる十一面観音像を所蔵していることから、その頃には既に存在していたものと推測される。
当院のかつての本尊は室町時代作の十一面観音であった。しかし、いつの頃からか不動明王に変更になっている。明治時代の『寺院明細帳』には、本尊は不動明王となっている。
この寺院明細帳によれば、1902年（明治35年）に暴風雨で本堂が全壊したという。ただいつ頃に再建されたかは記載されておらず、再建年は不明である。

## 交通アクセス
- 天王台駅より徒歩20分。